# Dylan Groenewegen
Dylan Groenewegen, né le 21 juin 1993 à Amsterdam, est un coureur cycliste néerlandais. 
Spécialiste du sprint, il compte notamment à son palmarès deux titres de champion des Pays-Bas sur route et six étapes du Tour de France. Il a également remporté les Trois Jours de Bruges-La Panne en 2019.
En 2020, il provoque une grave chute au Tour de Pologne, qui envoie Fabio Jakobsen à l'hôpital et pour laquelle il reçoit une suspension de neuf mois.

## Biographie

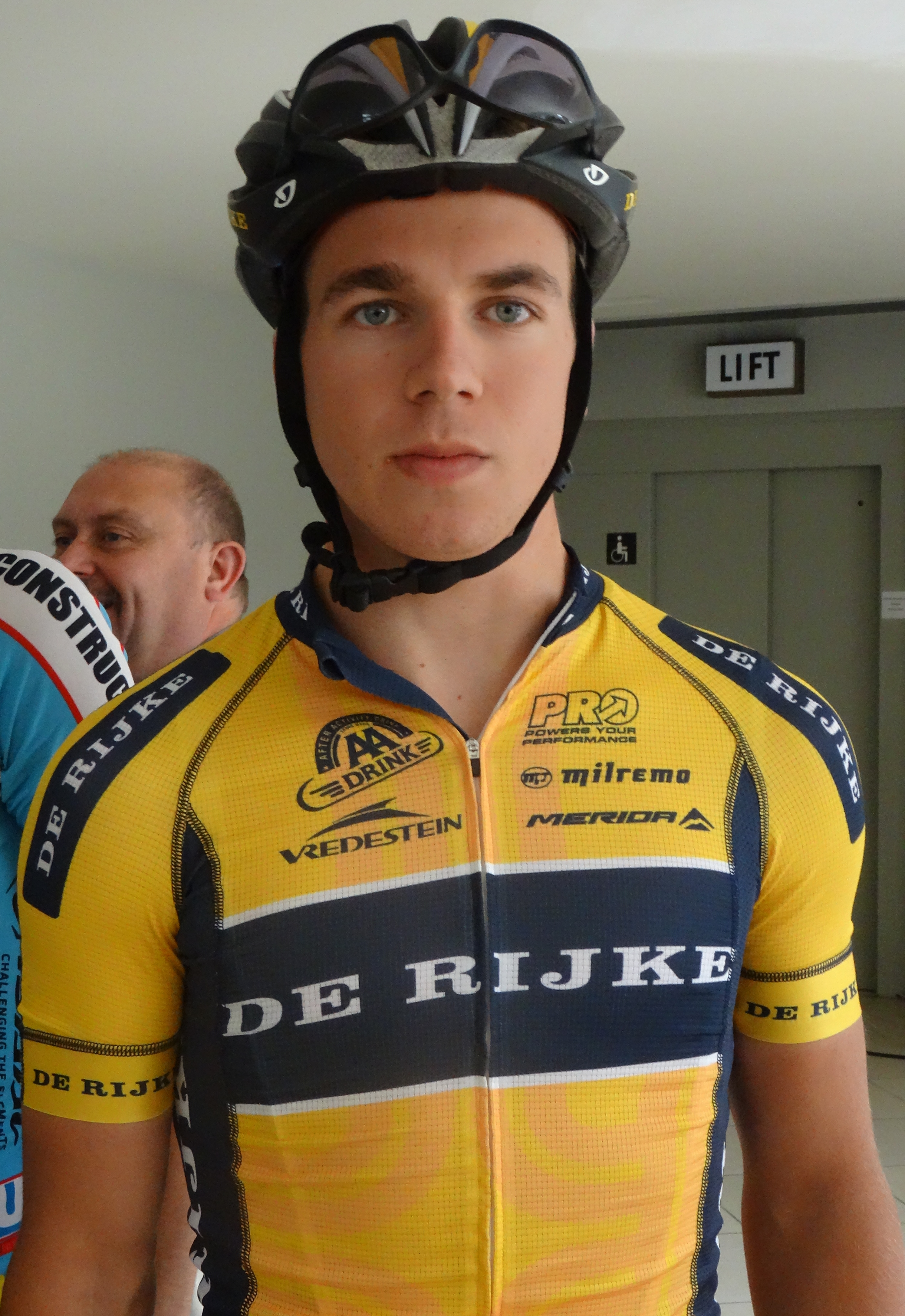
Dylan Groenewegen lors du départ de la Flèche côtière 2014 à Heist.

### Les débuts
Dylan Groenewegen passe son enfance à Amsterdam, où le vélo est le moyen de locomotion le plus populaire et le plus utilisé. Son grand-père Ko Zieleman est le fondateur d'une marque de cycles qu'il lance en 1928.   Son père a un magasin de vélos dans le Rivierenbuurt.
En 2011, en catégorie junior (moins de 18 ans), il est vainqueur d'étapes des Trois jours d'Axel et de Liège-La Gleize, et deuxième du championnat des Pays-Bas sur route juniors et de Kuurne-Bruxelles-Kuurne juniors. En fin d'année, il est sélectionné aux mondiaux juniors à Copenhague, mais abandonne la course.
L'année suivante, il intègre l'équipe continentale De Rijke. Il est cette année-là troisième du Tour de Münster et obtient également des tops dix dans les épreuves réservées aux professionnels, incluses dans l'UCI Europe Tour. En 2013, il se classe deuxième du Tour des Flandres espoirs, course de la Coupe des Nations, où il est battu au sprint par Rick Zabel. Il gagne ensuite le Tour de Hollande-Septentrionale et Kernen Omloop Echt-Susteren. Au début de l'année 2014, il a fait ses débuts en février avec une troisième place sur le Trofeo Palma, remporté par le professionnel italien Sacha Modolo. Par la suite, il remporte une étape du Tour de Normandie, le Tour des Flandres espoirs au sprint et le Rund um Düren. Ces succès attirent l'intérêt de plusieurs équipes professionnelles.

### Carrière professionnelle

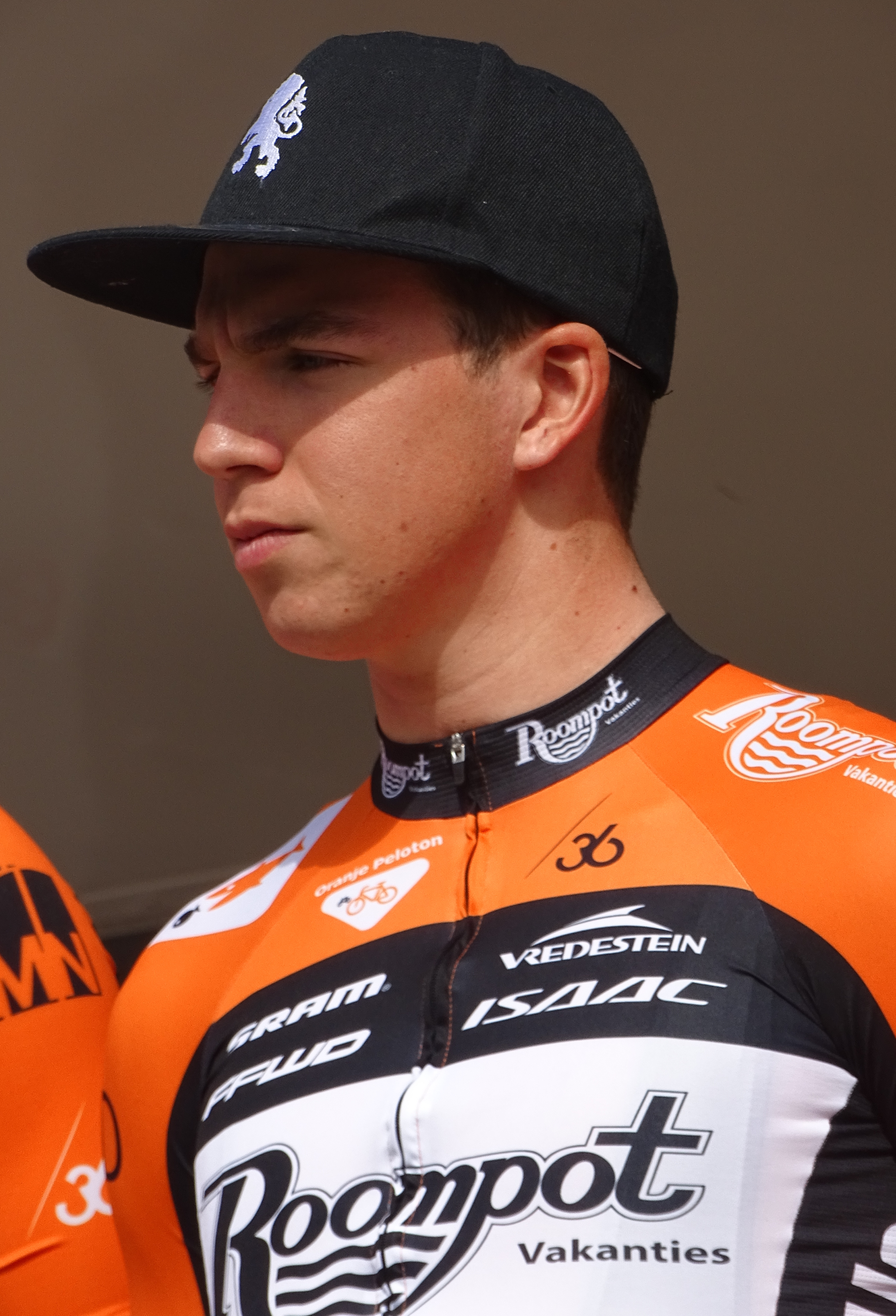
Dylan Groenewegen lors du Grand Prix de Denain 2015.

#### 2015: Roompot Oranje Peloton
En 2015, Dylan Groenewegen devient professionnel au sein de la nouvelle équipe Roompot, qui l'engage pour deux ans, et qui prend le nom de Roompot Oranje Peloton au cours du mois de mars. Il s'impose à deux reprises en fin de saison : Arnhem Veenendaal Classic, où il devance au sprint Yauheni Hutarovitch et Roman Maikin, et la Brussels Cycling Classic, où il bat Roy Jans et Tom Boonen. Ces succès lui permettent d'être recruté par l'équipe Lotto NL-Jumbo, qui évolue dans le World Tour,.

#### 2016-2020: un sprinteur de référence
En février 2016, il offre à sa nouvelle équipe sa première victoire de la saison, au Tour de la Communauté valencienne, en gagnant son premier sprint de l'année face à Nacer Bouhanni. Il obtient plusieurs places d'honneur lors des classiques et semi-classiques durant les semaines qui suivent : deuxième de la Handzame Classic, troisième de la Nokere Koerse et du Tour de Drenthe, quatrième de Kuurne-Bruxelles-Kuurne; sixième du Samyn, neuvième du Grand Prix de l'Escaut. Entre-temps, il s'impose lors de la première étape des Trois Jours de Flandre-Occidentale. En avril, il remporte le classement par points du Tour de Yorkshire, dont il gagne la première étape. Quatre nouvelles victoires s'ajoutent à son palmarès en juin : la Flèche de Heist, le Tour de Cologne, où il devance André Greipel, une étape du Ster ZLM Toer, et surtout le championnat des Pays-Bas sur route. En juillet, ses dirigeants décident de le faire participer à son premier Tour de France, « plus tôt que prévu » et « dans un esprit d'apprentissage ». Il se classe quatrième d'étape à Limoges, septième à Montauban, onzième à Villars-les-Dombes. Il continue de gagner en fin d'été, avec un deuxième succès sur la Arnhem Veenendaal Classic, une étape et le classement par points du Tour de Grande-Bretagne, ainsi qu'une sixième place sur la EuroEyes Cyclassics, et la première étape de l'Eneco Tour, sa première victoire sur une course World Tour, acquise devant Nacer Bouhanni et Peter Sagan. En octobre, après un dernier succès au Tour de l'Eurométropole, il dispute le championnat du monde sur route, à Doha au Qatar, et en prend la 37e place. Il termine cette première année en World Tour avec onze victoires. Durant l'intersaison, Lotto NL-Jumbo perd Sep Vanmarcke, qui participait au « train » de Dylan Groenewegen, mais compense ce départ par les recrutements de Gijs Van Hoecke et Lars Boom, qui auront la mission de lancer ses sprints avec Robert Wagner. Le principal objectif de Groenewegen pour 2017 est de remporter une étape du Tour de France.
Groenewegen commence l'année 2017 au Dubaï Tour, qu'il finit à la deuxième place, derrière Marcel Kittel. Il obtient sa première victoire au Tour de Yorkshire, en avril. Le mois suivant, il gagne deux étapes du Tour de Norvège. Il est encore vainqueur à deux reprises au Ster ZLM Toer en juin, puis prend la troisième place du championnat des Pays-Bas. En juillet, il est au départ du Tour de France, à Düsseldorf. Troisième à Bergerac, deuxième à Pau derrière Marcel Kittel, Groenewegen obtient sa première victoire dans un grand tour lors de l'arrivée de la 21e et dernière étape, sur les Champs-Elysées.
En 2018, il remporte la 1re étape du Dubaï Tour avant de gagner, toujours en février, deux étapes sur le Tour de l'Algarve. En mai, il  remporte trois étapes du Tour de Norvège. En juillet, il confirme son statut d'un des meilleurs sprinteurs du monde en remportant les 7e et 8e étapes du Tour de France. Il succède à Joop Zoetemelk et Jan Raas, les seuls néerlandais avant lui à avoir gagné deux étapes consécutives sur le Tour. En fin de saison, il s'impose sur la Veenendaal-Veenendaal Classic, Championnat des Flandres et la 1re étape du Tour du Guangxi, portant son total à 14 succès en 2018.
En 2019, il continue sur sa lancée. Il gagne une étape du Tour de la Communauté valencienne et du Tour de l'Algarve, puis obtient deux nouveaux succès sur Paris-Nice. Il porte quatre jours le maillot de leader de la course et un jour le maillot par points, avant d’abandonner. Après cela, contrairement aux plans initiaux, il participe à son premier Milan-San Remo et à plusieurs classiques flandriennes, remportant notamment les Trois Jours de Bruges-La Panne devant Fernando Gaviria et Elia Viviani, deux des meilleurs sprinteurs du peloton. Il entame le Tour de France avec le statut de sprinteur le plus prolifique de la saison, avec un total de dix victoires, dont trois sur le World Tour. Il est annoncé comme l'un des favoris de la première étape du Tour de France 2019. Cependant, il chute à 1,5 km de l'arrivée, anéantissant toutes ses chances de victoire d'étape et donc de maillot jaune. Son coéquipier Mike Teunissen, qui était censé l'amener dans le final, prend donc sa place de sprinteur et vient s'imposer à la surprise générale devant Peter Sagan. Le lendemain, il remporte avec sa formation le contre-la-montre par équipes (contre-la-montre par équipes). Lors de la 7e étape, la plus longue étape du Tour avec ses 230 kilomètres, il s'impose au sprint devant Caleb Ewan et Sagan. Fin juillet, il se classe douzième du championnat d'Europe. Il remporte en septembre trois étapes du Tour de Grande-Bretagne. Au total, il termine la saison avec 15 succès, soit le meilleur total de la saison.

#### 2020: exclusion du Tour de Pologne pour faute grave en sprint et suspension
Le 5 août 2020, lors du sprint d'arrivée de la première étape du Tour de Pologne à Katowice, sprint disputé dans un faux plat descendant, Dylan Groenewegen tasse volontairement son concurrent Fabio Jakobsen, qui revenait à sa hauteur et était sur le point de le dépasser sur sa droite, et provoque sa grave chute dans les barrières à un mètre de la ligne d'arrivée. Le pronostic vital du coureur néerlandais de la formation Deceuninck-Quick Step est engagé, et Groenewegen qui s'est cassé la clavicule, est disqualifié, puis exclu de l'épreuve. L'Espagnol Eduard Prades et les Français Marc Sarreau et Damien Touzé ont dû également aller à l'hôpital. Un photographe et un commissaire ont également été blessés. L'équipe Jumbo-Visma suspend Groenewegen indéfiniment, tandis que l'UCI engage une procédure disciplinaire contre lui. Le 7 août, après une opération de cinq heures, Jakobsen est sorti du coma artificiel, mais la poursuite de sa carrière de coureur professionnel n'est pas certaine, notamment à cause de la paralysie d'une de ses cordes vocales. En novembre 2020, Groenewegen est suspendu par l'UCI pendant neuf mois en raison de cet incident, soit jusqu'en mai 2021. En janvier 2021, il confie avoir vécu plusieurs jours sous protection policière en raison de menaces de mort après l'accident avec Jakobsen.

#### 2021: retour dans le peloton
En mai, il fait son retour à la compétition lors du Tour d'Italie, un mois après Fabio Jakobsen qui a repris lors du Tour de Turquie. Ayant pour meilleur résultat une quatrième place, il ne dispute pas la dernière semaine de compétition axée sur les étapes de montagne et abandonne à l'issue de la treizième étape. En juillet, il renoue avec le succès sur le Tour de Wallonie, où il gagne deux étapes et le classement par points. Le mois suivant, il remporte la 1re étape du Tour du Danemark. En fin d'année, il se classe deuxième du Championnat des Flandres et troisième du Tour de Drenthe.

#### 2022-2025: sixième victoire d’étape sur le Tour de France chez Jayco

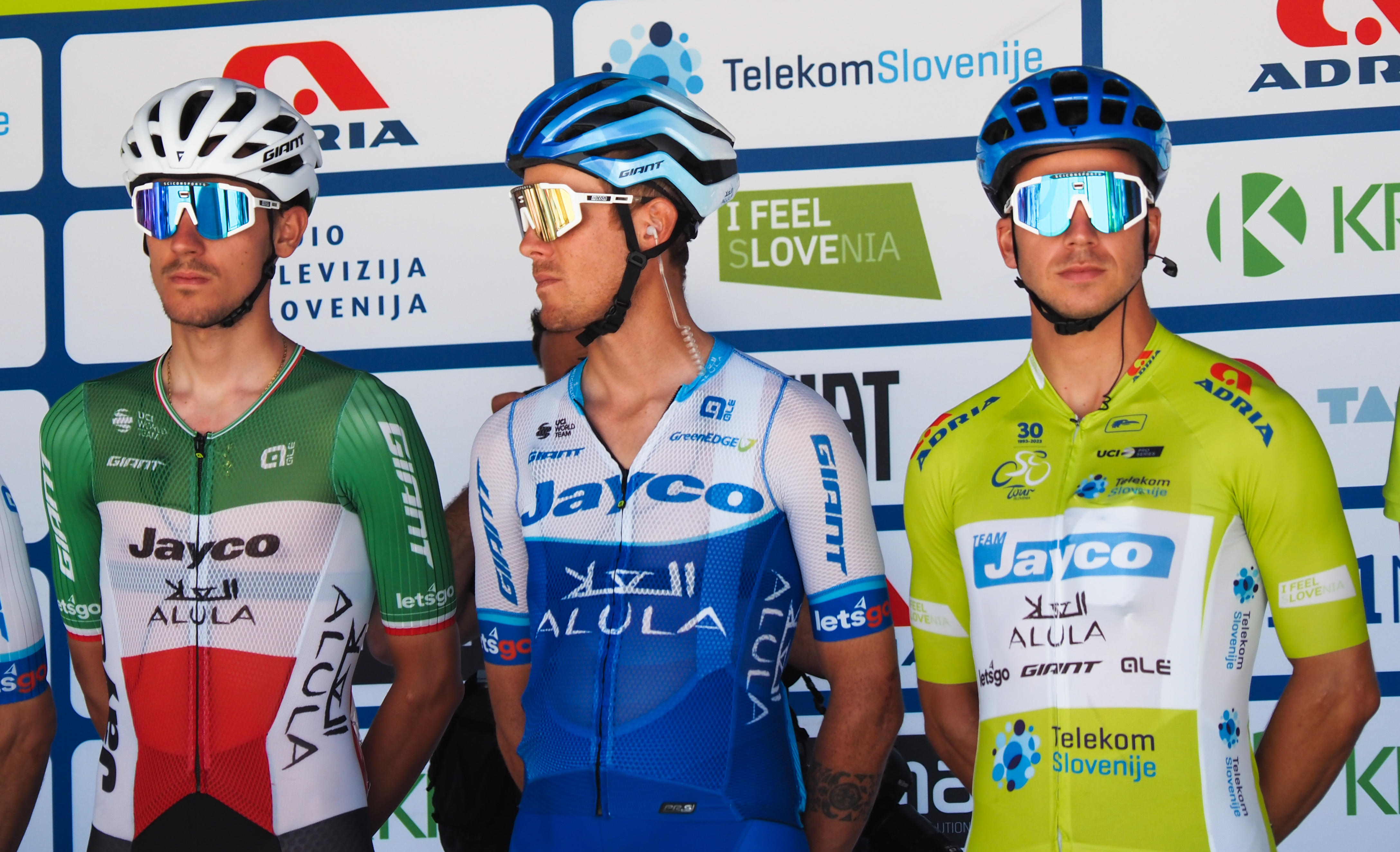
Groenewegen (à droite) lors du Tour de Slovénie 2023.

En 2022, Dylan Groenewegen rejoint l'équipe World Tour australienne BikeExchange-Jayco pour trois saisons, après six saisons et 54 victoires chez Jumbo-Visma. Dès ses débuts avec sa nouvelle équipe, il gagne deux étapes du Tour d'Arabie saoudite. En mars, il est deuxième  de la Classic Bruges-La Panne derrière Tim Merlier. Il remporte ensuite une étape du Tour de Hongrie et du Tour de Slovénie, ainsi que la Veenendaal-Veenendaal Classic pour la quatrième fois. De retour sur le Tour de France, il gagne la 3e étape, devant Wout van Aert et Jasper Philipsen. Il termine le Tour en prenant la deuxième place de la dernière étape sur les Champs Élysées. Sur la fin de saison, il gagne la 2e étape de l'Arctic Race of Norway et collectionne les podiums sur les courses d'un jour : deuxième du Grand Prix de Fourmies, de Paris-Chauny, ainsi que troisième du Championnat des Flandres, du Circuit du Houtland et du Mémorial Rik Van Steenbergen.
En 2023, il remporte cinq victoires lors de courses à étapes dont une étape du Tour des Émirats arabes unis ainsi qu'un cinquième succès sur sa course fétiche, la Veenendaal-Veenendaal Classic. En octobre 2023, Jayco AlUla annonce l'extension du contrat de Groenewegen d'une saison.
Le 20 janvier 2024, il remporte le Grand Prix de Valence, sa première course de l'année, en devançant Bryan Coquard au sprint. Le 15 mars, il échoue à la deuxième place de la Bredene Koksijde Classic, battu par Luca Mozzato. Après deux troisièmes places lors du Grand Prix de l'Escaut et de la Veenendaal-Veenendaal Classic, il remporte le Tour du Limbourg, une étape du Tour de Slovénie, puis devient champion des Pays-Bas sur route pour la deuxième fois de sa carrière. Aligné sur le  Tour de France, il gagne lors d'un sprint houleux la 6e étape, signant son sixième succès sur l'épreuve. Lors du  Circuit du Houtland, il prend la deuxième place derrière son coéquipier Max Walscheid.

#### 2026: chez Unibet - Tietema - Rockets
En août 2025, il annonce rejoindre l’équipe franco-néerlandaise Unibet Tietema Rockets pour deux saisons.

## Palmarès

### Par année
| - 2010 - Guido Reybrouck Classic - 2011 - 1re étape des Trois Jours d'Axel - 2e étape de Liège-La Gleize - 2e du Kuurnse Leieomloop - 2e du championnat des Pays-Bas sur route juniors - 2012 - 3e du Tour de Münster - 2013 - Tour de Hollande-Septentrionale - Kernen Omloop Echt-Susteren - 2e du Tour des Flandres espoirs - 3e du Stadsprijs Geraardsbergen - 2014 - 2e étape du Tour de Normandie - Tour des Flandres espoirs - Tour de Düren - 3e du Trofeo Palma de Mallorca - 3e de la Zuid Oost Drenthe Classic I - 2015 - Arnhem Veenendaal Classic - Brussels Cycling Classic - 2016 - Champion des Pays-Bas sur route - 3e étape du Tour de la Communauté valencienne - 1re étape des Trois Jours de Flandre-Occidentale - 1re étape du Tour de Yorkshire - Heistse Pijl - Tour de Cologne - 3e étape du Ster ZLM Toer - Arnhem Veenendaal Classic - 4e étape du Tour de Grande-Bretagne - 1re étape de l'Eneco Tour - Eurométropole Tour - 2e de la Handzame Classic - 3e du Tour de Drenthe - 3e de la Nokere Koerse - 2017 - 1re étape du Tour de Yorkshire - 2e et 4e étapes du Tour de Norvège - 1re et 2e étapes du Ster ZLM Toer - 21e étape du Tour de France - 7e étape du Tour de Grande-Bretagne - 5e étape du Tour du Guangxi - 2e du championnat des Flandres - 3e du championnat des Pays-Bas sur route - 3e de la EuroEyes Cyclassics - 3e de la Tacx Pro Classic - 5e d'À travers les Flandres - 2018 - 1re étape du Dubaï Tour - 1re et 4e étapes du Tour de l'Algarve - Kuurne-Bruxelles-Kuurne - 2e étape de Paris Nice - 1re, 3e et 4e étapes du Tour de Norvège - 2e étape du Tour de Slovénie - 7e et 8e étapes du Tour de France - Veenendaal-Veenendaal Classic - Championnat des Flandres - 1re étape du Tour du Guangxi | - 2019 - 5e étape du Tour de la Communauté valencienne - 4e étape du Tour de l'Algarve - 1re et 2e étapes de Paris-Nice - Trois Jours de Bruges-La Panne - 1re, 2e et 3e étapes des Quatre Jours de Dunkerque - 1re et 2e étapes du ZLM Tour - 2e (contre-la-montre par équipes) et 7e étapes du Tour de France - 1re, 3e et 5e étapes du Tour de Grande-Bretagne - Tacx Pro Classic - 3e du Championnat des Flandres - 2020 - 1re et 3e étapes du Tour de la Communauté valencienne - 2021 - 1re et 4e étapes du Tour de Wallonie - 1re étape du Tour du Danemark - 2e du Championnat des Flandres - 3e du Tour de Drenthe - 2022 - 3e et 5e étapes du Tour d'Arabie saoudite - 4e étape du Tour de Hongrie - Veenendaal-Veenendaal Classic - 2e étape du Tour de Slovénie - 3e étape du Tour de France - 2e étape de l'Arctic Race of Norway - 2e de la Classic Bruges-La Panne - 2e du Grand Prix de Fourmies - 2e de Paris-Chauny - 3e du Championnat des Flandres - 3e du Circuit du Houtland - 3e du Mémorial Rik Van Steenbergen - 2023 - 1re étape du Tour d'Arabie saoudite - 5e étape du Tour des Émirats arabes unis - 1re étape du Tour de Hongrie - Veenendaal-Veenendaal Classic - 1re et 2e étapes du Tour de Slovénie - 2e du Championnat des Flandres - 2e du Circuit du Houtland - 3e de la Gooikse Pijl - 2024 - Champion des Pays-Bas sur route - Grand Prix de Valence - Tour du Limbourg - 1re étape du Tour de Slovénie - 6e étape du Tour de France - 2e de la Bredene Koksijde Classic - 2e du Circuit du Houtland - 3e du Grand Prix de l'Escaut - 3e de la Veenendaal-Veenendaal Classic - 9e de Gand-Wevelgem - 2025 - 4e étape du Tour de Hongrie - 1re et 3e étapes du Tour de Slovénie - 3e du championnat des Pays-Bas sur route - 7e du Copenhagen Sprint - 9e de la Classic Bruges-La Panne |  |

### Résultats sur les grands tours

#### Tour de France
8 participations
- 2016 : 160e
- 2017 : 156e, vainqueur de la 21e étape
- 2018 : abandon (12e étape), vainqueur des 7e et 8e étapes
- 2019 : 145e, vainqueur des 2e (contre la montre par équipes) et 7e étapes
- 2022 : 117e, vainqueur de la 3e étape
- 2023 : 137e
- 2024 : 135e, vainqueur de la 6e étape
- 2025 : 150e

#### Tour d'Italie
1 participation
- 2021 : non-partant (14e étape)

### Classements mondiaux
| Année                                 | 2012 | 2013 | 2014 | 2015 | 2016 | 2017 | 2018 | 2019 | 2020 | 2021 | 2022 | 2023 | 2024 |
| ------------------------------------- | ---- | ---- | ---- | ---- | ---- | ---- | ---- | ---- | ---- | ---- | ---- | ---- | ---- |
| UCI World Tour                        |      |      |      |      | 105e | 60e  | 97e  |      |      |      |      |      |      |
| Classement mondial                    |      |      |      |      | 31e  | 44e  | 54e  | 28e  | 411e | 206e | 36e  | 56e  | 51e  |
| UCI Europe Tour                       | 179e | 51e  | 119e | 29e  | 5e   | 52e  | 12e  | 22e  | 336e | 178e | 30e  | 45e  | 40e  |
| UCI Asia Tour                         | nc   | nc   | nc   | nc   | 387e | 32e  | 195e |      |      |      |      |      |      |
| UCI America Tour                      | nc   | nc   | nc   | nc   | 454e | nc   | nc   |      |      |      |      |      |      |
|                                       |      |      |      |      |      |      |      |      |      |      |      |      |      |
| Légende : nc = non classéSource : UCI |      |      |      |      |      |      |      |      |      |      |      |      |      |